# 船底座x
船底座V382，也稱為船底座x (x Car)，中文名为海石增四，是船底座的一顆恆星。
船底座V382是一顆黃色的G-型特超巨星，平均視星等為+3.93，與地球的距離為5930.90光年。

## 變星

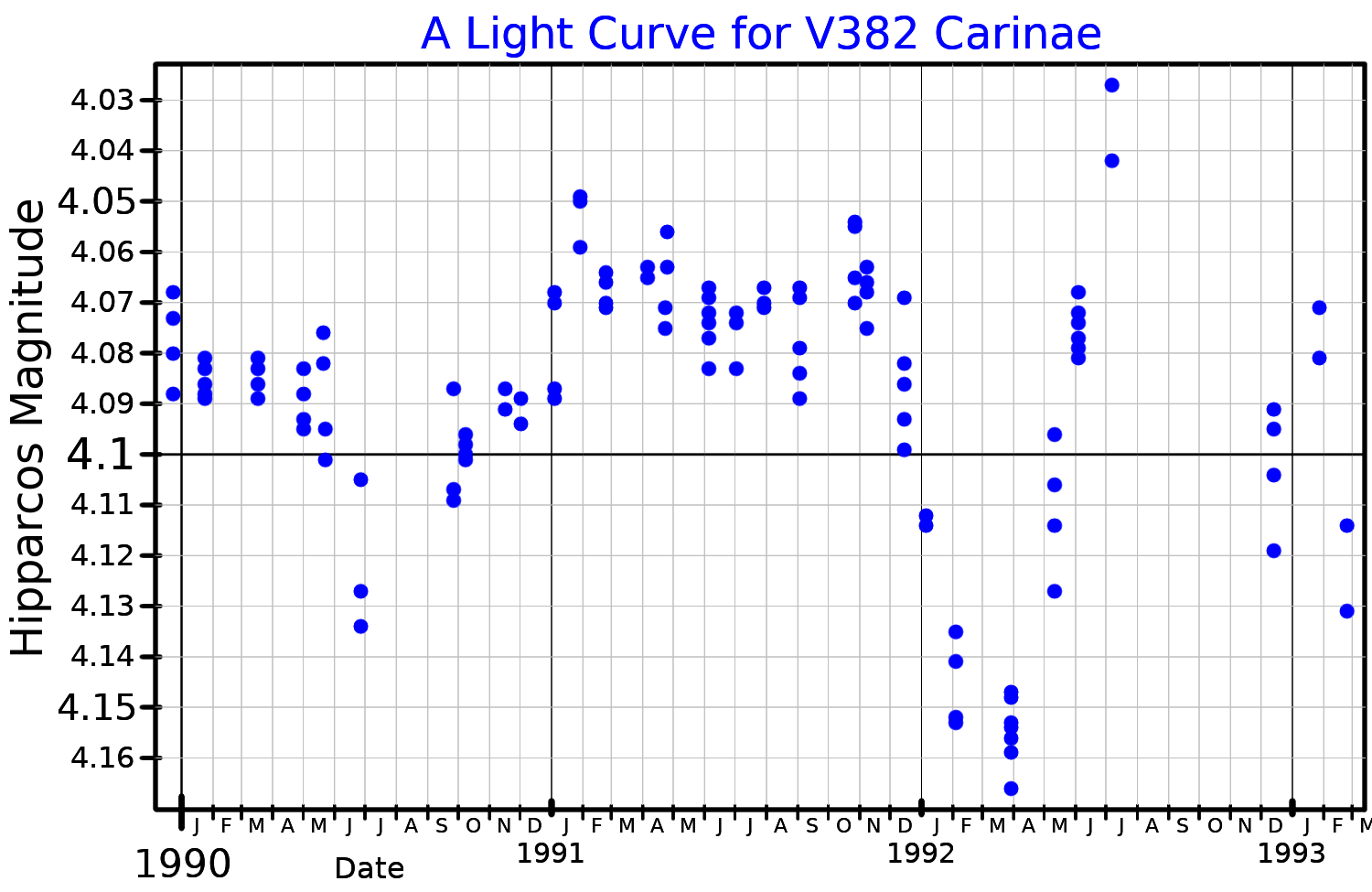
根據依巴谷衛星資料繪製的船底座V382光變曲線

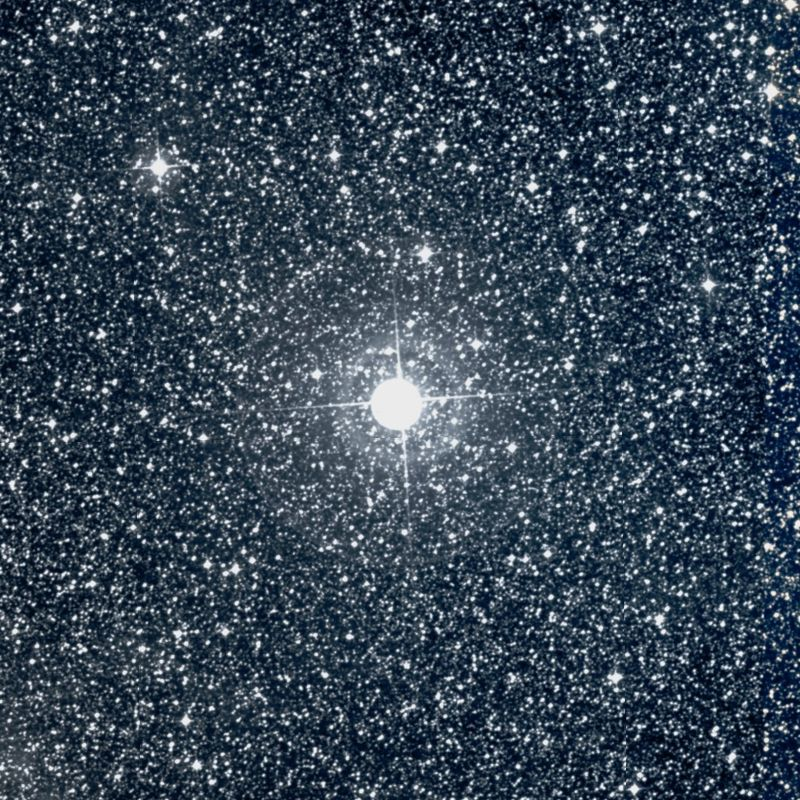
船底座V382

船底座V382也是一顆變星，變光範圍在 +3.84 至 +4.02，大小高達太陽的747倍。这个恒星是一个变幅微小的变星，类似造父变星但未能得到其具体变光周期。根据该星的大小和温度可以大致推算出该星的全波辐射光度，大约为太阳的48万倍。
人們早已知道船底座V382的徑向速度是可變的，但其亮度變化尚不清楚。一些觀察者發現船底座V382亮度有所變化，但其他人發現船底座V382亮度保持不變。
船底座V382於1981年被正式歸類為變星，並被列為可能經典造父變星。船底座V382被描述為偽造父變星，一種脈動與造父變星相似但不太規律的超巨星。
依巴谷衛星光度測定的分析顯示出亮度存在明顯的變化，最大範圍為0.12等，船底座V382被視為天鵝座α型變星。有人建議將亮度變化週期定為556天，但沒有獲得天文學家共識。現在船底座V382通常被視為半規則或不規則變星。

## 性質
船底座V382是夜空中最亮的黃色特超巨星，肉眼即可輕易看到，比螣蛇十二更亮，儘管北半球大部分地區看不到船底座V382。船底座V382距離地球6,200光年，直徑約為太陽半徑的500倍。如果船底座V382位於太陽系的中心，表面將延伸到小行星帶。巨大的尺寸意味著船底座V382的亮度是太陽的200,000倍以上。低紅外線過量表明船底座V382可能正在冷卻，向紅超巨星階段發展，這種階段比黃超巨星向更高溫度演化的情況要少見。